# Strelasti križevi
Strelasti križevi (mađarski Nyilaskeresztes Párt – Hungarista Mozgalom NYKP) bila je mađarska totalitarna nacionalsocijalistička stranka koju je osnovao Szalasi Ferenc 15. ožujka 1939.
Kod mađarskih parlamentarnih izbora 1939. stranka je postigla najveći svoj uspjeh: osvojila je 900.000 glasova (25 posto) i imala 250.000 članova.
Stranka je podupirala deportacije židova. Stranka je prema memorijalnim muzeju holokausta SAD odgovorna za smrt oko 500.000 mađarskih građana židovskog podrijetla.
Zabranjena je od strane Sovjeta 26. veljače 1945.

## Vanjske poveznice
- "In Budapest erinnern sich faschistische Rechte an die Pfeilkreuzler" (2004)
- Bericht über das "Haus des Terrors" in Budapest (2004)